# 水甚
株式会社水甚（みずじん）は、岐阜県岐阜市に本社を置くアパレルメーカーである。

## 概要
「FIRSTDOWN」（ファーストダウン）や「LIBERTYBELL」（リバティベル）「HENRYCOTTON'S」（ヘンリー・コットンズ）といったブランドをはじめ、全国有名専門店、量販店、百貨店、スポーツ店、セレクトショップに販売している。また、自社でもコンセプトショップとして全国展開しており、ネット販売にも力を入れている。
2020年10月、アメリカのアーノルド・パーマー・エンタープライズとの間で、トータルファミリーブランド「アーノルド・パーマー」のライセンス契約を締結した。2021年3月より展開するとしている。同ブランドはレナウンが展開していたが、同社が2020年に経営破綻したことに伴い契約終了となっていた。
伊藤忠商事が販売権とライセンス権を取得したアウトドアブランド「エディー・バウアー」について、ライセンス契約を締結し、2023年春夏シーズンから販売を開始する予定だった。2023年10月6日より国内店舗およびオンライン販売を開始予定。大阪府高槻阪急スクエア、イオンモール福岡、埼玉県モラージュ菖蒲、愛知県ららぽーと東郷の4店舗がオープン予定。